# Slézovité

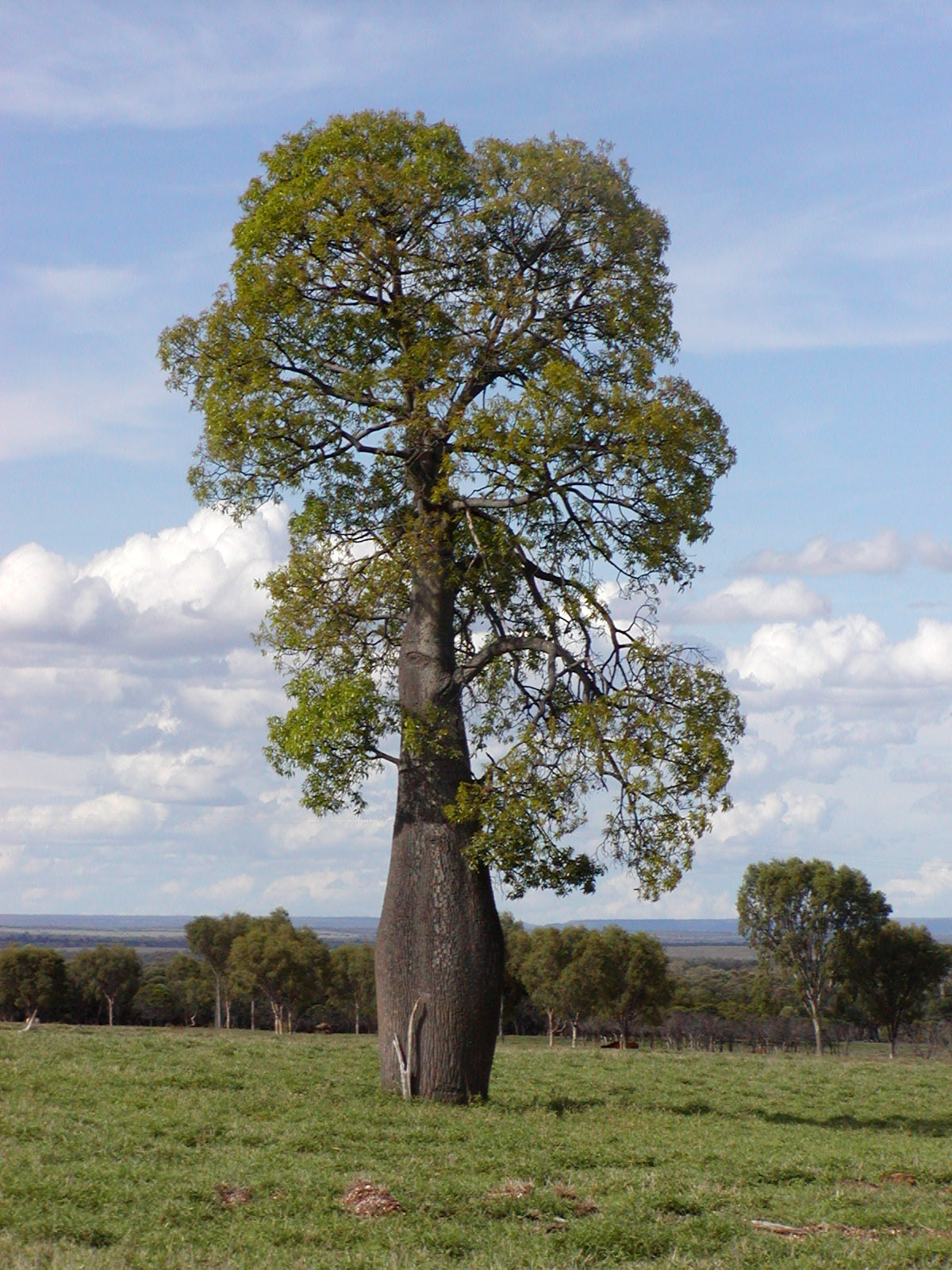
Brachychiton rupestris

Slézovité (Malvaceae) je čeleď vyšších dvouděložných rostlin z řádu slézotvaré (Malvales). Vyskytuje se po celém světě a zahrnuje byliny i dřeviny. Obvykle mají nápadné pravidelné květy. Slézovité mají všestranný užitek, poskytují potraviny, vlákna, léčiva, dřevo, slizy ap. V současném botanickém systému jsou součástí slézovitých i dřívější čeledi lipovité, lejnicovité a cejbovité.

## Popis

### Listy a stonky
Slézovité jsou byliny, keře, stromy i liány se střídavými listy s palisty. Řapíky bývají charakteristicky na obou koncích ztlustlé. Pro slézovité je charakteristická přítomnost sekrečních buněk produkujících sliz. Odění je složeno z chlupů nejrůznějších typů, časté jsou hvězdovité nebo štítnaté chlupy. Listy jsou nejčastěji jednoduché s dlanitou žilnatinou nebo dlanitě složené, řidčeji je žilnatina zpeřená. Čepel listů je celokrajná nebo pilovitá, často dlanitě laločnatá.

### Květy a plody
Květy slézovitých jsou povětšině nápadné, nejčastěji pravidelné a oboupohlavné, často podepřené listeny tvořícími tzv. kalíšek, jednotlivé nebo v úžlabních (řidčeji vrcholových nebo kauliflorních květenstvích). Kalich je nejčastěji pětičetný, tvořený volnými nebo častěji srostlými kališními lístky. Korunní lístky jsou volné, u některých zástupců koruna chybí. Tyčinek je 5 až mnoho. Tyčinky mohou být volné nebo srostlé na bázi a tvořící svazečky, často jsou však silně srostlé a tvoří trubičku okolo gynecea. Někdy jsou přítomna i staminodia. Semeník je svrchní, srostlý ze 2 až mnoha plodolistů. V každém plodolistu je 1 až mnoho vajíček. Plody jsou velmi různorodé: lokulicidní tobolka, poltivý plod (schizokarp), oříšek, nepukavý lusk, souplodí měchýřků, peckovice nebo bobule. Semena mohou být křídlatá, s míškem nebo s dlouhými chlupy na povrchu.

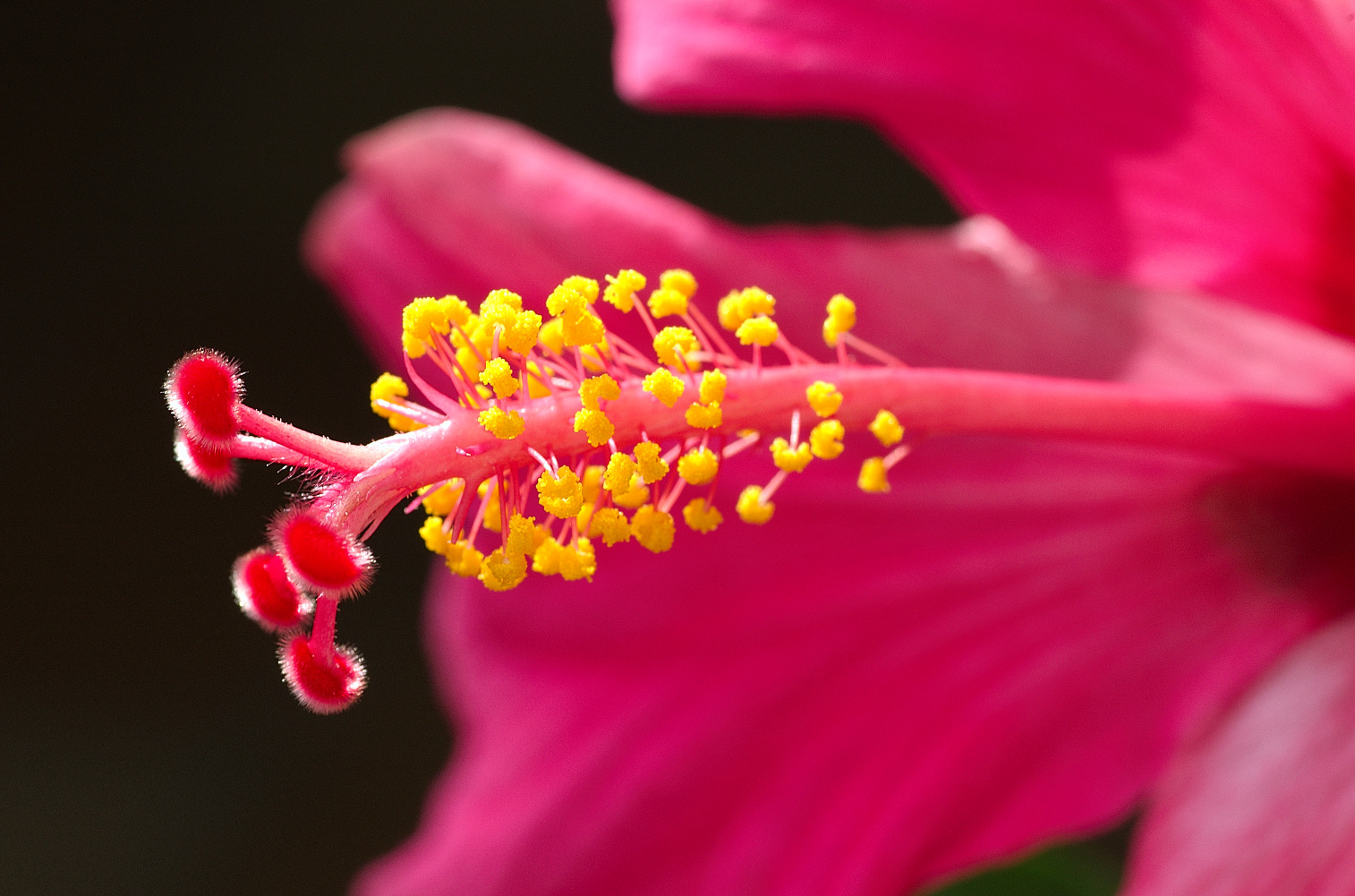
Detail květu ibišku čínského (Hibiscus rosa-sinensis)
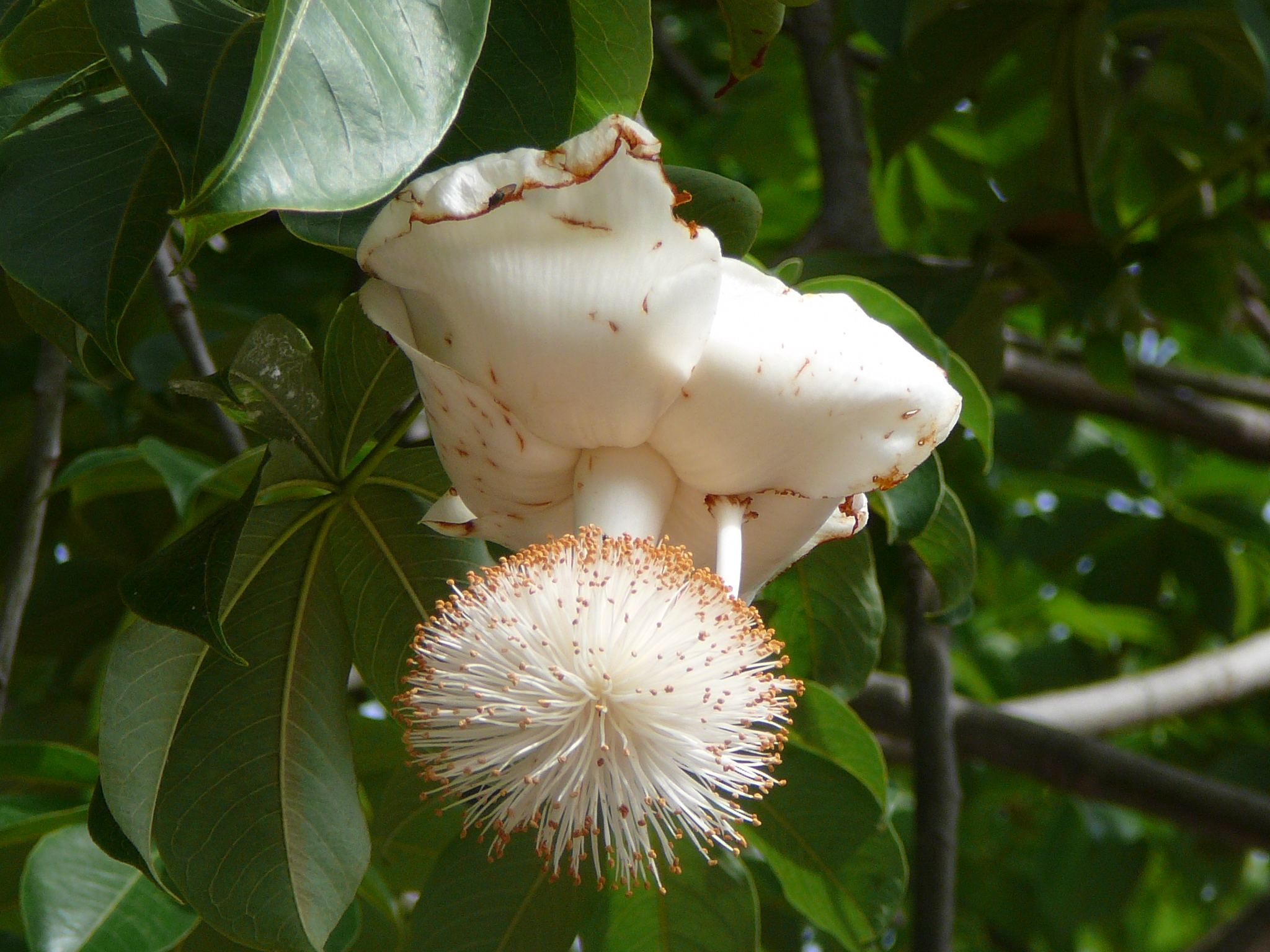
Květ baobabu prstnatého (Adansonia digitata)
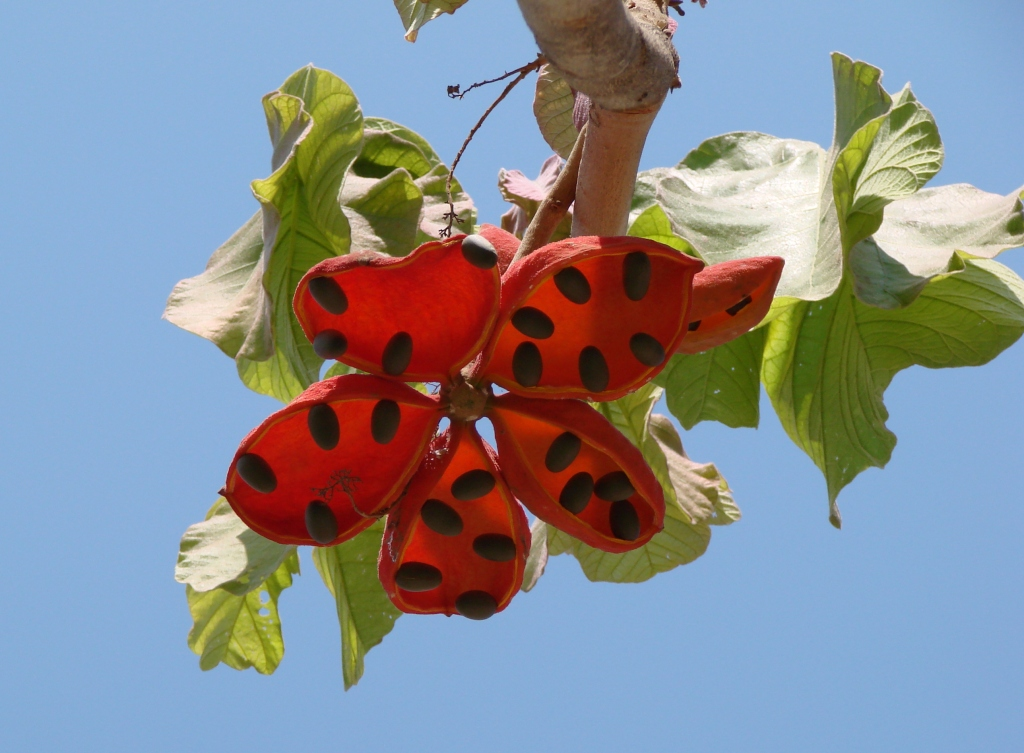
Otevřené plody lejnice Sterculia striata
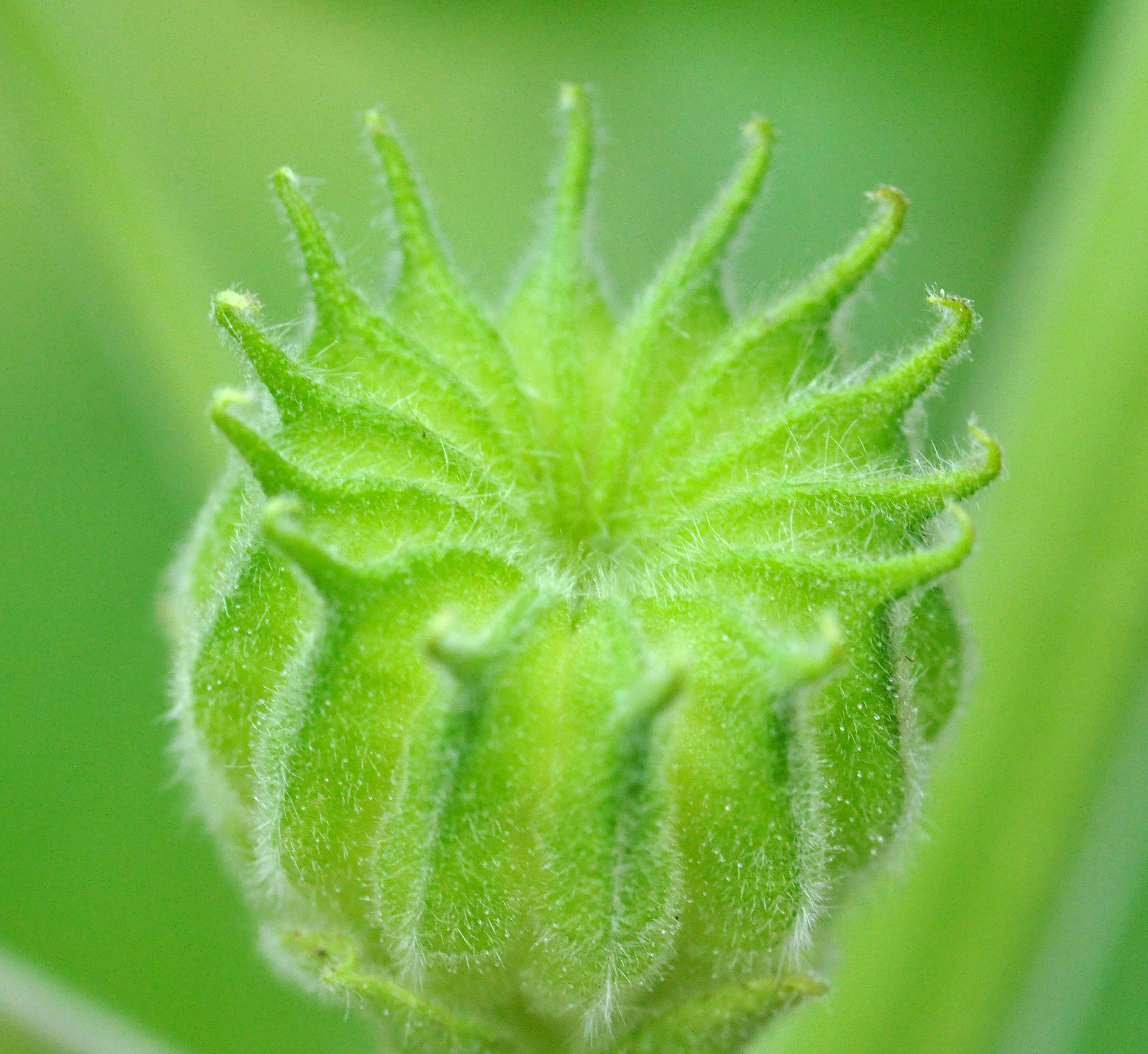
Plod mračňáku Abutilon theophrasti

### Stromovití zástupci
Kmeny tropických stromů z čeledi slézovité mají často u paty kořenové náběhy. Charakter koruny bývá mnohdy nápadně patrovitý, neboť větve rostou víceméně přeslenitě a jsou vodorovné. Na kmenech některých zástupců (vlnovec – Ceiba, Pachira aj.) bývají tlusté kuželovité trny.
U některých druhů jsou kmeny lahvicovitě zduřelé a takové stromy tvoří často dominanty poloopadavých lesů a savan. V Africe a na Madagaskaru je to zejména baobab – Adansonia, v tropické Americe Cavanillesia arborea a Pseudobombax, v Austrálii baobab Adansonia gregorii a brachychiton Brachychiton rupestris.
Některé druhy slézovitých náležejí k nejmohutnějším stromům. Vlnovec (Ceiba) rostoucí v jihoamerických pralesích dosahuje výšky až 70 metrů a má širokou deštníkovitou korunu. Další mohutné stromy pocházejí z rodů Catostemma, Cavanillesia a Scleronema a dorůstají výšek okolo 50 metrů.

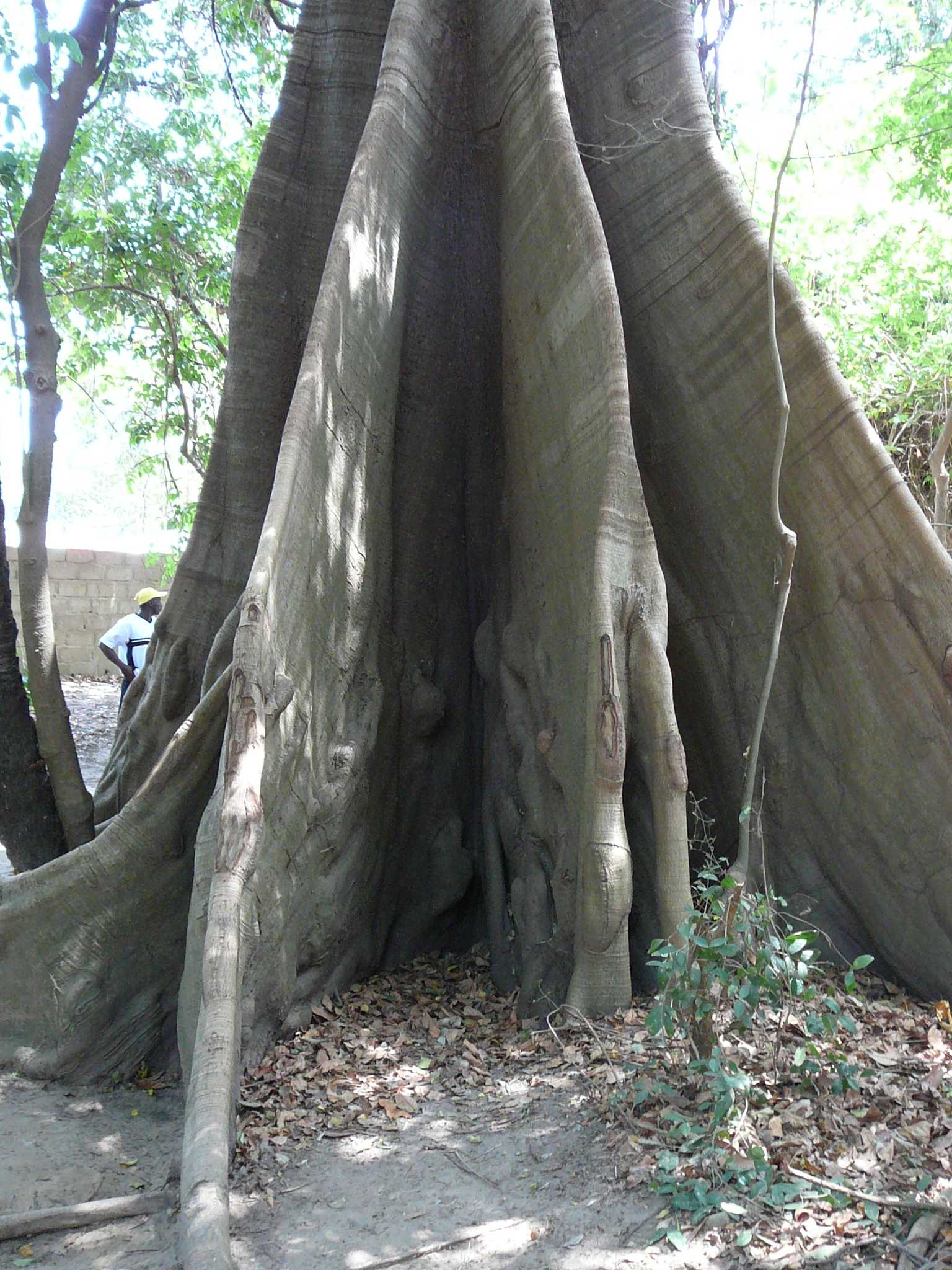
Kmen Bombax costatum s kořenovými náběhy
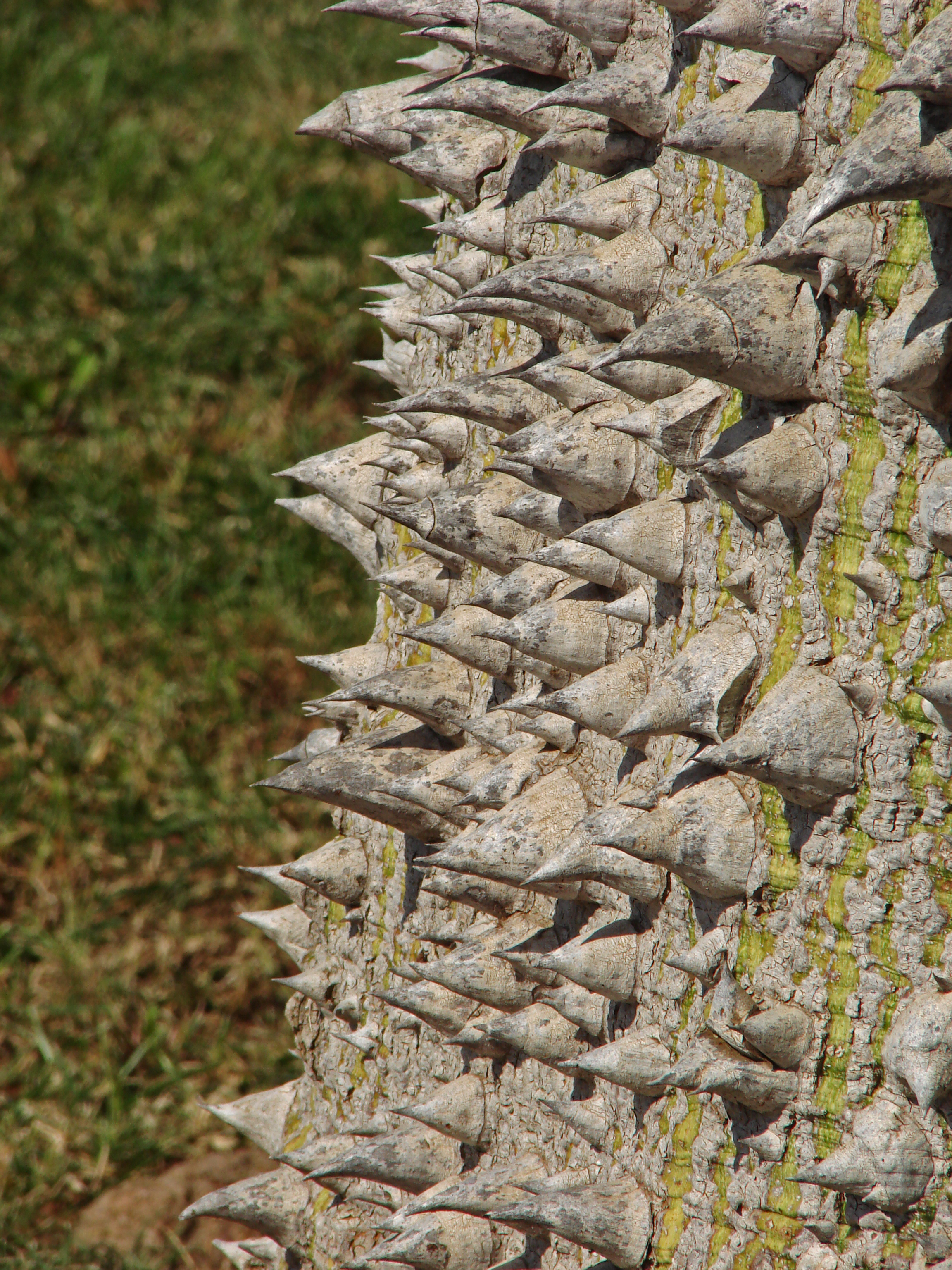
Kuželovité trny na kmeni vlnovce Ceiba speciosa

Čeleď slézovité zahrnuje v současném pojetí přes 4200 druhů v asi 250 rodech. Největší rody jsou ibišek (Hibiscus, asi 300 druhů), lejnice (Sterculia), dombeja (Dombeya) (po 250), vlákeň (Sida) a pavonie (Pavonia) (po 200).

## Rozšíření
Slézovité jsou rozšířeny po celém světě. V mírném pásu to jsou převážně byliny (s výjimkou lípy), v tropech převažují dřeviny.
V původní květeně ČR se vyskytuje celkem 5 druhů slézu (Malva), 2 druhy lípy (Tilia), dále slézovec durynský (Lavatera thuringiaca), topolovka bledá (Alcea biennis) a proskurník lékařský (Althaea officinalis). V Evropě se (zejména ve Středomoří) mimo četných dalších druhů již zmíněných rodů vyskytují 3 druhy ibišku (Hibiscus), 3 druhy slézovky (Malope), Kosteletzkya pentacarpos, Malvella sherardiana a Kitaibela vitifolia.

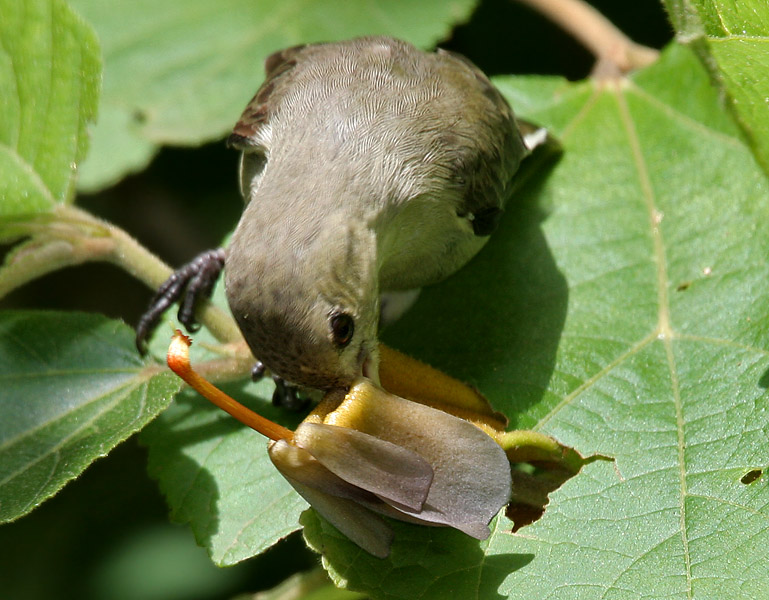
Květozob křivozobý (Dicaeum erythrorhynchos) na květu zkroucence Helicteres isora

## Ekologické interakce
Květy slézovitých jsou rozličných forem a mohou být opylovány hmyzem (včelami, vosami, mravenci, mouchami, motýli aj.), ptáky, netopýry i nelétavými savci. Většinou jsou cizosprašné. Nektar se nejčastěji tvoří na vnitřní straně srostlých kališních lístků. U některých rodů (např. Helicteres) se tvoří srůstem tyčinek a čnělky tzv. androgynofor, protáhlá struktura vystavující prašníky i blizny v určité vzdálenosti od okvětí. Páchnoucí květy lejnice (Sterculia) jsou opylovány mouchami.
Způsoby šíření semen jsou rovněž velmi variabilní. Drobná semena z tobolek jsou nejčastěji šířena vzduchem nebo vodou, často jsou křídlatá nebo s dlouhými chlupy. Semena z měchýřků (např. lejnice – Sterculia) mají často nápadné barvy a lákají ptáky. Semena z rozpadavého schizokarpu se šíří sama nebo se přichycují na srst zvířat. Lusky baobabů mají jedlou dužninu a jsou vyhledávána velkými savci. Oříšky lípy se šíří větrem pomocí křídla podepírajícího květenství. Semena z dužnatých plodů, obklopená míškem, jsou šířena savci a ptáky. Semena balzovníku (Ochroma pyramidale) jsou stimulována ke klíčení ohněm.

## Taxonomie
V rámci řádu slézotvaré (Malvales) došlo s nástupem molekulární systematiky k dosti značným změnám. Tradiční rozlišovací znaky vymezující čeledi slézovité (Malvaceae), lipovité (Tiliaceae), cejbovité (Bombacaceae) a lejnicovité (Sterculiaceae) se ukázaly jako nahodilé a nestabilní. Bylo také zjištěno, že některé z těchto čeledí nejsou monofyletické skupiny. Např. srůst nitek prašníků se v evoluci řádu objevil v několika případech a nezávisle. Na základě zmíněných poznatků byla čeleď slézovité pojata široce a ostatní 3 čeledi do ní byly vřazeny.
V současné taxonomii je čeleď slézovité rozdělována do 9 podčeledí, ne všechny však lze jasně vymezit morfologickými znaky:
- Grewioideae – 25/770: Grewia (290), Triumfetta (150), Corchorus (40-100) /vnější tyčinky sterilní, ztráta fúze kalicha/
- Byttnerioideae – 26/650: Byttneria (135), Hermannia (100), Ayenia (70), /redukce počtu tyčinek, staminodia proti K lístkům, C lístky neobvyklého tvaru, široké na bázi/
- Sterculioideae – 12/430: Sterculia (150), Cola (125). /víceméně jednopohlavné květy, androgynofor, ztráta C, plodolisty se během vývinu oddělují/
- Tilioideae – 3/50: Tilia (23). /staminodia proti C lístkům/
- Dombeyoideae – 21/381: Dombeya (225), Melhania (60)
- Brownlowioideae – 8/68: Pentace (25)
- Helicteroideae – 8-10/95: Helicteres (40), Durio (27)
- Malvoideae – 78/1670: Hibiscus (580), Sida (200), Abutilon (100), Nototriche (100)
- Bombacoideae – 16/120: Pachira (24), Pseudobombax (20) /složené listy/[3]

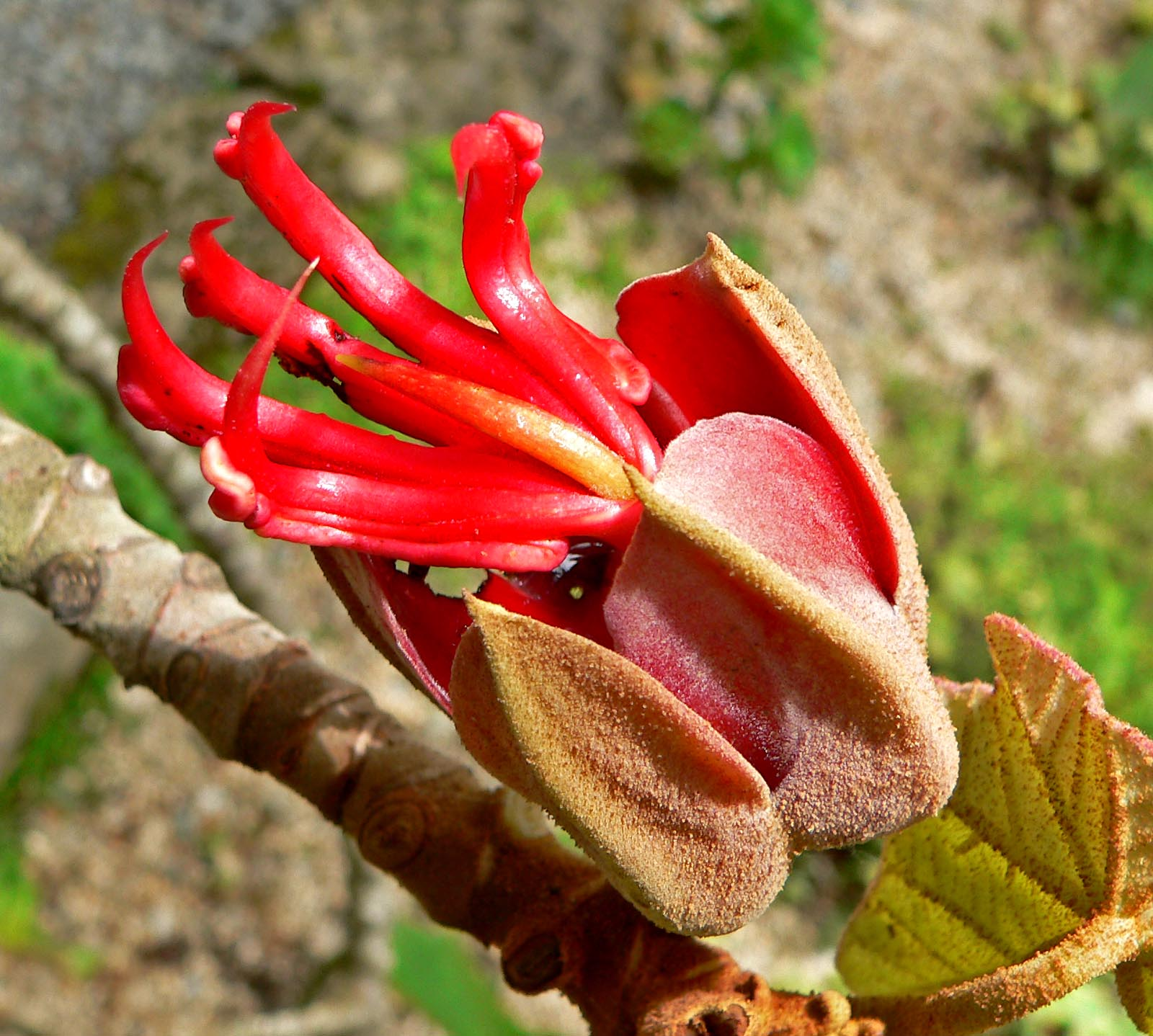
Chiranthodendron pentadactylon, "opičí tlapka"

## Zajímavosti
Jihoamerický strom Cavanillesia platanifolia má ještě lehčí dřevo než je známá balsa z balzovníku jihoamerického (Ochroma lagopus). Oba druhy jsou pionýrské dřeviny obsazující světliny v pralese a vyznačují se velmi rychlým růstem. Tobolky některých druhů Pachira a Gyranthera dorůstají délky až 30 cm.
Květy Chiranthodendron mají velmi neobvyklý vzhled a pro nápadné červené prstovitě uspořádané tyčinky se jim říká 'opičí tlapky'. Jsou opylovány ptáky.

## Zástupci
- ambroma (Ambroma, syn. Abroma)[7]
- anisodonta (Anisodontea)
- anoda (Anoda)
- apejba (Apeiba)
- balzovník (Ochroma)
- baobab (Adansonia)
- bavlník (Gossypium)
- blahokamýk (Grewia)
- bombakopsis (Bombacopsis, syn. Pachira)
- bombax (Bombax)
- brachychiton (Brachychiton)
- bytnerie (Byttneria)
- dombeja (Dombeya)
- durian (Durio)
- flanelovník (Fremontodendron)
- guazuma (Guazuma)
- Heritiera
- hermanie (Hermannia)
- hoherie (Hoheria)
- chorisie (Chorisia, syn. Ceiba)
- ibišek (Hibiscus)
- ibiškovec (Abelmoschus)
- jutovník (Corchorus)
- kakaovník (Theobroma)
- kavanilesie (Cavanillesia)
- kleinhovie (Kleinhovia)
- kolovník (Cola)
- kosokvět (Plagianthus)
- kosteleckie (Kosteletzkya)
- křídlozrnec (Pterospermum)
- lagunárie (Lagunaria)
- lejnice (Sterculia)
- lichokvětec (Lasiopetalum)
- lípa (Tilia)
- lípěnka (Sparrmannia)
- luntovník (Commersonia)
- malachra (Malachra)
- malvela (Malvella)
- mansonie (Mansonia)
- mračňák (Abutilon)
- pachira (Pachira)
- pasléz (Malvastrum)
- pavonie (Pavonia)
- pentapetes (Pentapetes)
- proskurnice (Kitaibelia)
- proskurník (Althaea)
- pseudobombax (Pseudobombax)
- sferalcea (Sphaeralcea)
- sidalcea (Sidalcea)
- skornoutec (Malvaviscus)
- sléz (Malva)
- slézovec (Lavatera)
- slézovka (Malope)
- thespesie (Thespesia)
- topolovka (Alcea)
- triumfeta (Triumfetta)
- urena (Urena)
- visadule (Wissadula)
- vlákeň (Sida)
- vlnovec (Ceiba)
- walterie (Waltheria)
- zkroucenec (Helicteres)[8][9]

## Význam
Slézovité poskytují mnohostranný užitek. Jsou zdrojem dřeva, vláken, ovoce, pochutin, léčiv a slizů a některé se pěstují jako venkovní nebo pokojové okrasné rostliny.

### Potraviny
Pověstné kontroverzní ovoce, durian cibetkový (Durio zibethinus), pochází z jihovýchodní Asie. Dužnina plodů afrického baobabu prstnatého (Adansonia digitata) je jedlá, ze semen se připravuje olej.
Pražená i syrová semena některých druhů rodu Pachira jsou v tropické Americe vyhledávanou potravou. Jedlá semena mají i některé druhy lejnice, zejména Sterculia apetala. Plody různých jihoamerických druhů rodu Patinoa, Matisia a Quararibea mají jedlou a chutnou dužninu. Nejvýznamnější je Matisia cordata, která je místy i pěstována a její plody jsou tradičně prodávány na jihoamerických trzích.
Ibiškovec jedlý neboli okra (Abelmoschus esculentus) je pěstován jako zelenina již po tisíce let. K jídlu se používají nezralé tobolky.
Nejvýznamnější pochutinou ze slézovitých je bezesporu kakao, získávané z plodů kakaovníku pravého (Theobroma cacao). Pochází z tropické Ameriky, kde jej domorodci využívali dávno před příchodem Evropanů. Mezi známé pochutiny patří také různé druhy koly, zejména kolovník lesklý (Cola nitida) a kolovník zašpičatělý (Cola acuminata), pocházející z Afriky. Semena, tzv. kolové ořechy, obsahují kofein aj. účinné látky a jsou používány jako povzbuzující prostředek a k výrobě známé Coca-Coly. Do směsí zejména tzv. ovocných čajů se často přidávají nakyslé a silně barvící dužnaté kalichy afrického ibišku súdánského (Hibiscus sabdariffa).

### Technické rostliny
Komerčně využívané dřevo poskytují zejména rody Catostemma, Ceiba a Scleronema, místně je však využíváno dřevo mnoha jiných druhů. Široké využití má také velmi lehké dřevo balsy (Ochroma lagopus), pocházející z tropické Ameriky.
Byliny i dřeviny z čeledi slézovitých poskytují celou paletu různých typů vláken, získávaných z plodů, bylinných stonků nebo z lýka. Za nejvýznamnější rostlinné vlákno lze považovat bavlnu, získávanou z tobolek různých druhů bavlníku (Gossypium).
Další významné vlákno je kapok, získávané z plodů tropických stromů Bombax malabaricum, Ceiba pentandra a Chorisia speciosa.
Ze stonkových vláken má největší význam juta, pocházející z jutovníku (Corchorus). Obdobná vlákna poskytují i různé druhy mračňáku (Abutilon), Ambroma augusta, ibišek kenaf (Hibiscus cannabinus), Malachra capitata, Sida rhombifolia, Urena lobata, rostliny z rodů Helicteres a Guazuma aj. Vlákna z lýka se získávají především z Thespesia populnea, Triumfetta rhomboidea a Pavonia urens.
Silice ze semen asijského ibiškovce jedlého (Abelmoschus moschatus) neboli okry je používána v parfumerii, kosmetice a k aromatizování potravin.

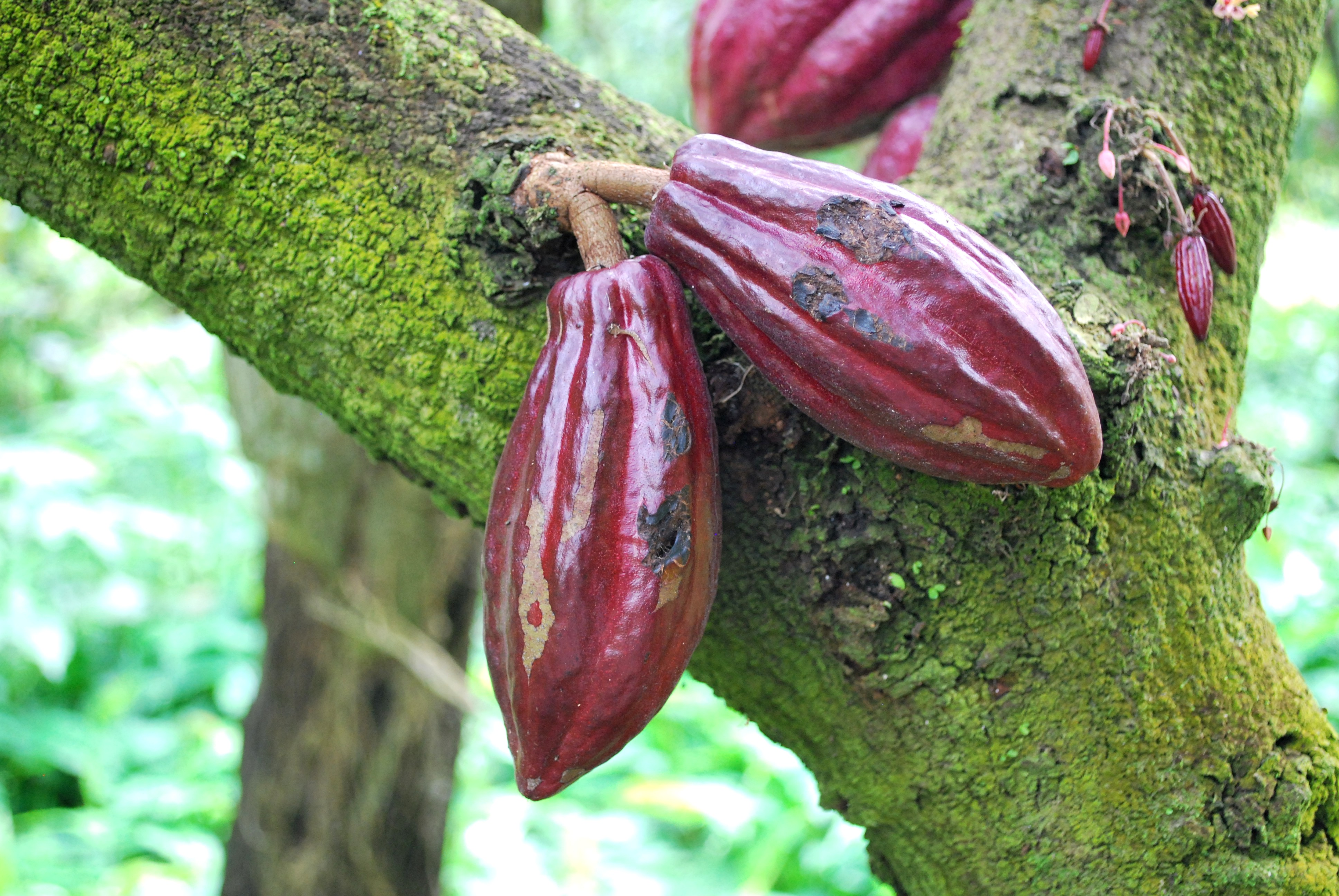
Plody kakaovníku pravého (Theobroma cacao)
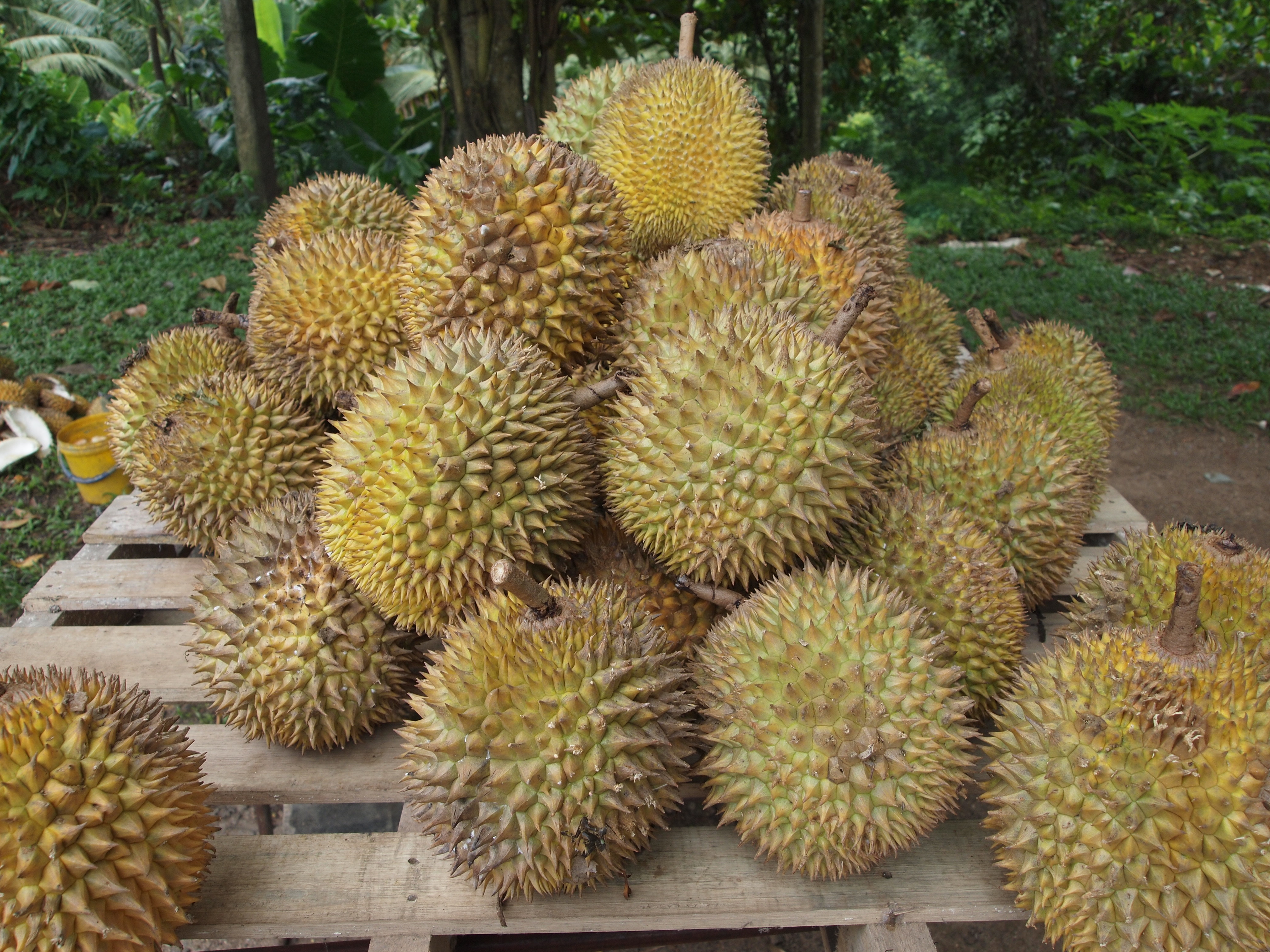
Plody durianu (Durio zibethinus)
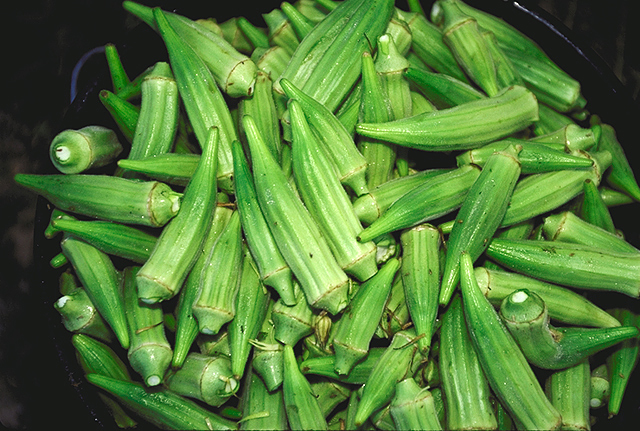
Okra, nezralé plody ibiškovce jedlého (Abelmoschus esculentus)
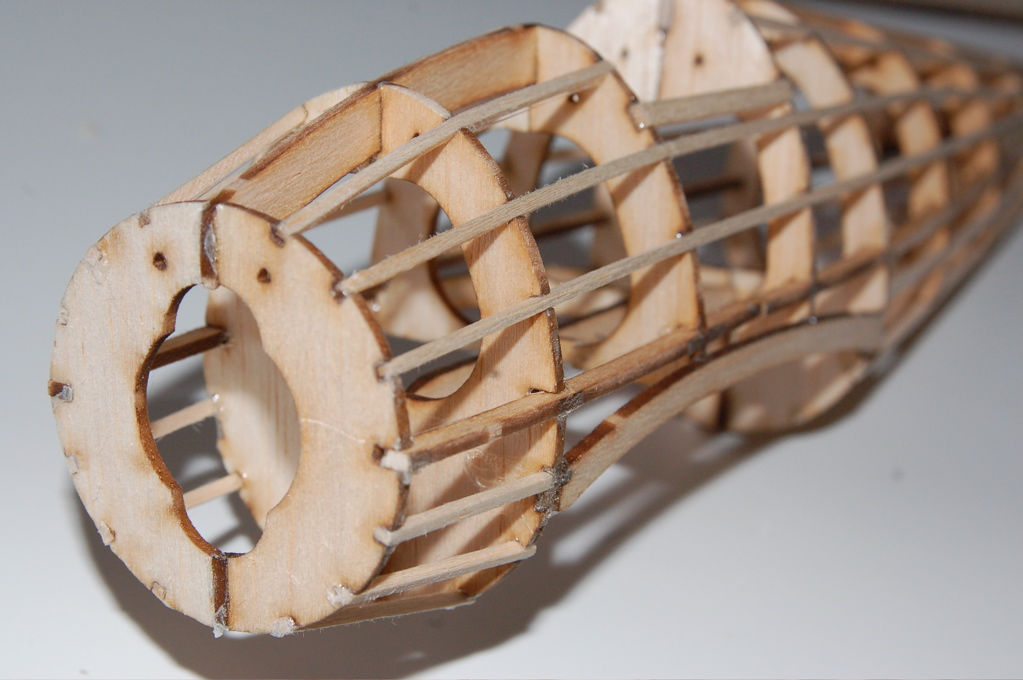
Model vyrobený z balsy
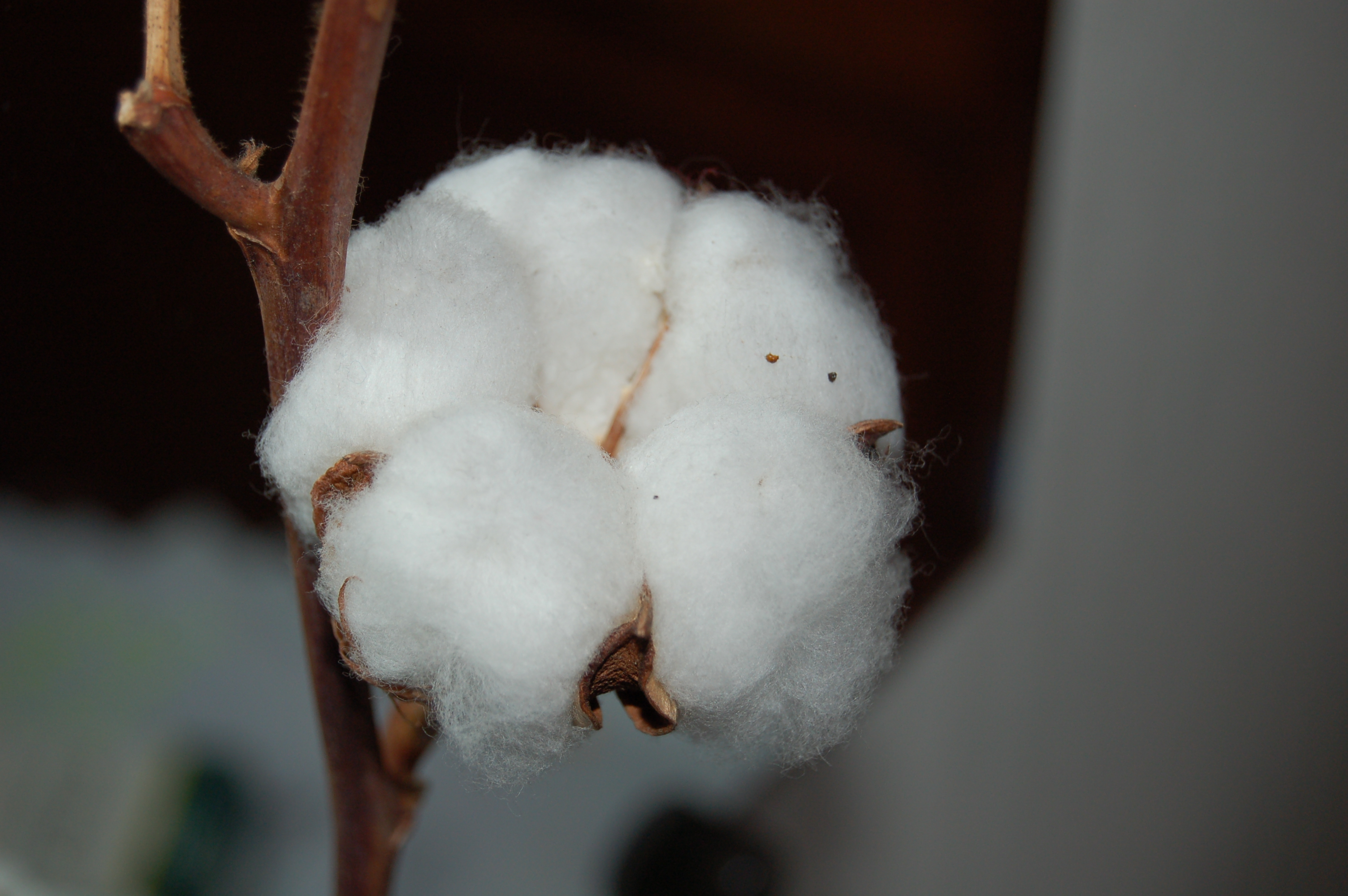
Bavlník (Gossypium sp.)
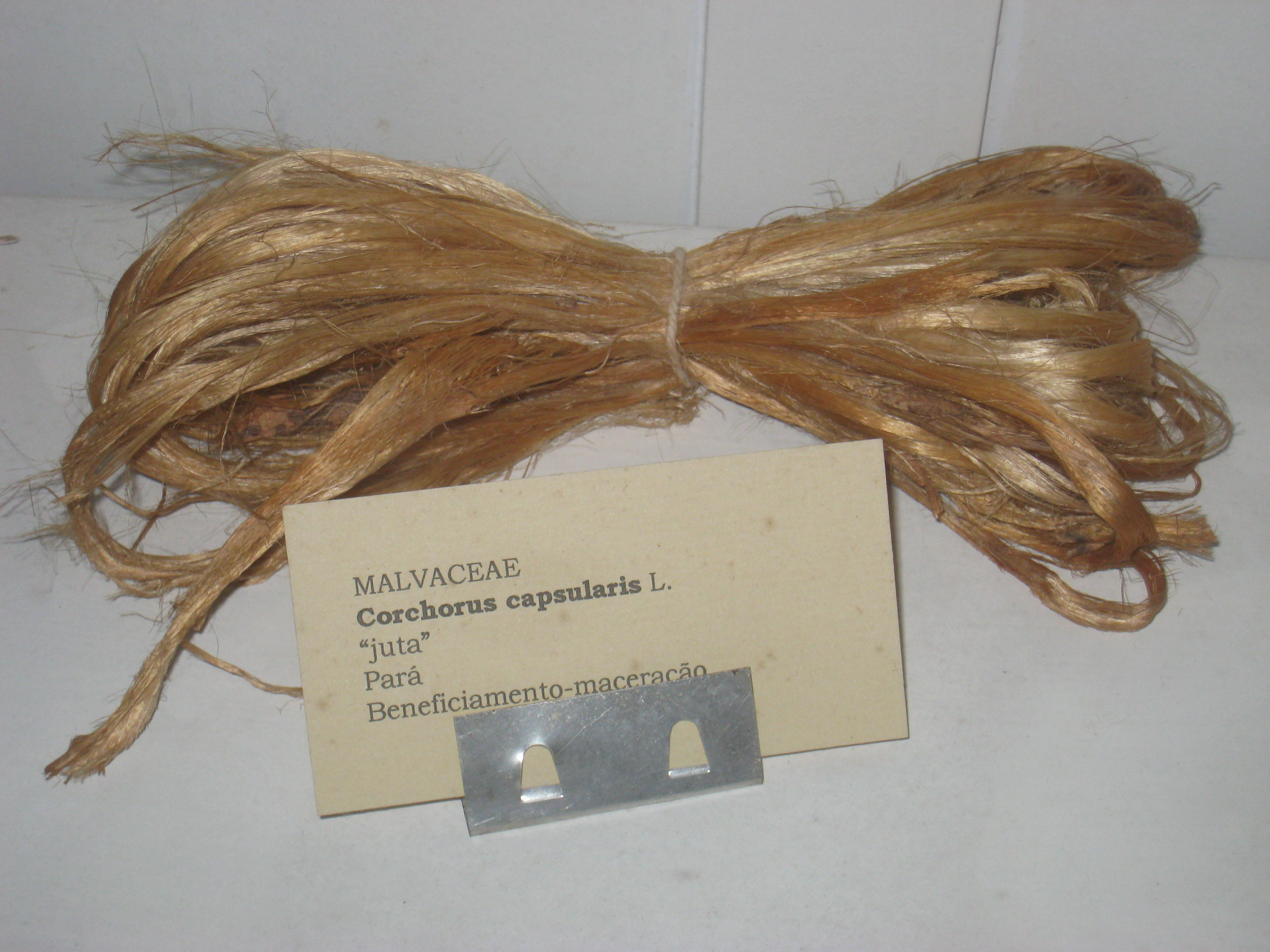
Juta, vlákna ze stonku jutovníku Corchorus capsularis

### Léčiva
Zdužnatělé kalichy afrického ibišku súdánského (Hibiscus sabdariffa) jsou používány jako močopudný prostředek a k rozrušování močových kamenů. Semena asijské lejnice Sterculia lychnophora obsahují hodně slizů a jsou oficiální drogou používanou proti průjmu, úplavici a při některých pohlavních chorobách. Odvar z kůry Guazuma ulmifolia je v tropické Americe používán proti úplavici, malárii, elefantiáze aj. nemocem.
Květy Quararibea funebris ostré chuti míchají jihoameričtí indiáni s čokoládou a dalšími přísadami a používají k léčebným a rituálním účelům. Tento druh je také farmaceuticky studován, neboť byly prokázány protirakovinné účinky.
Sliz z africké lejnice Sterculia tragacantha a indické S. urens je znám jako 'tragant' a je používán při výrobě potravin a farmaceutických přípravků. Některé druhy rodu Patinoa jsou v Jižní Americe zdrojem jedu pro lov ryb.

### Okrasné rostliny
Jako okrasné dřeviny jsou v Česku pěstovány některé lípy (mimo našich domácích druhů zejména lípa stříbrná – Tilia tomentosa) a různé kultivary ibišku syrského (Hibiscus syriacus). Ibišek čínský (Hibiscus rosa-sinensis) je oblíbená pokojová rostlina, stejně jako lípěnka africká (Sparmannia africana), pěstuje se i Pachira aquatica. Ve sklenících botanických zahrad se lze setkat s bizarně kvetoucím ibiškem dřípeným (Hibiscus schizopetalus).
Mezi nejčastěji pěstované zahradní slézovité rostliny patří topolovka růžová (Alcea rosea), sléz maurský (Malva mauritiana), slézovka trojklaná (Malope trifida), ibišek trojdílný (Hibiscus trionum) a slézovec tříměsíční (Lavatera trimestris).
V tropech se jako okrasné rostliny pěstuje celá řada druhů, zejména z rodů flanelovník (Fremontodendron), dombeja (Dombeya), grevie (Grewia), Firmiana, vlnovec (Ceiba), ibišek (Hibiscus), pavonie (Pavonia), ibiškovec (Malvaviscus) a thespesie (Thespesia). Velkými růžovými kulovitými květenstvími vyniká dombeja Dombeya wallichii, pocházející z Madagaskaru.

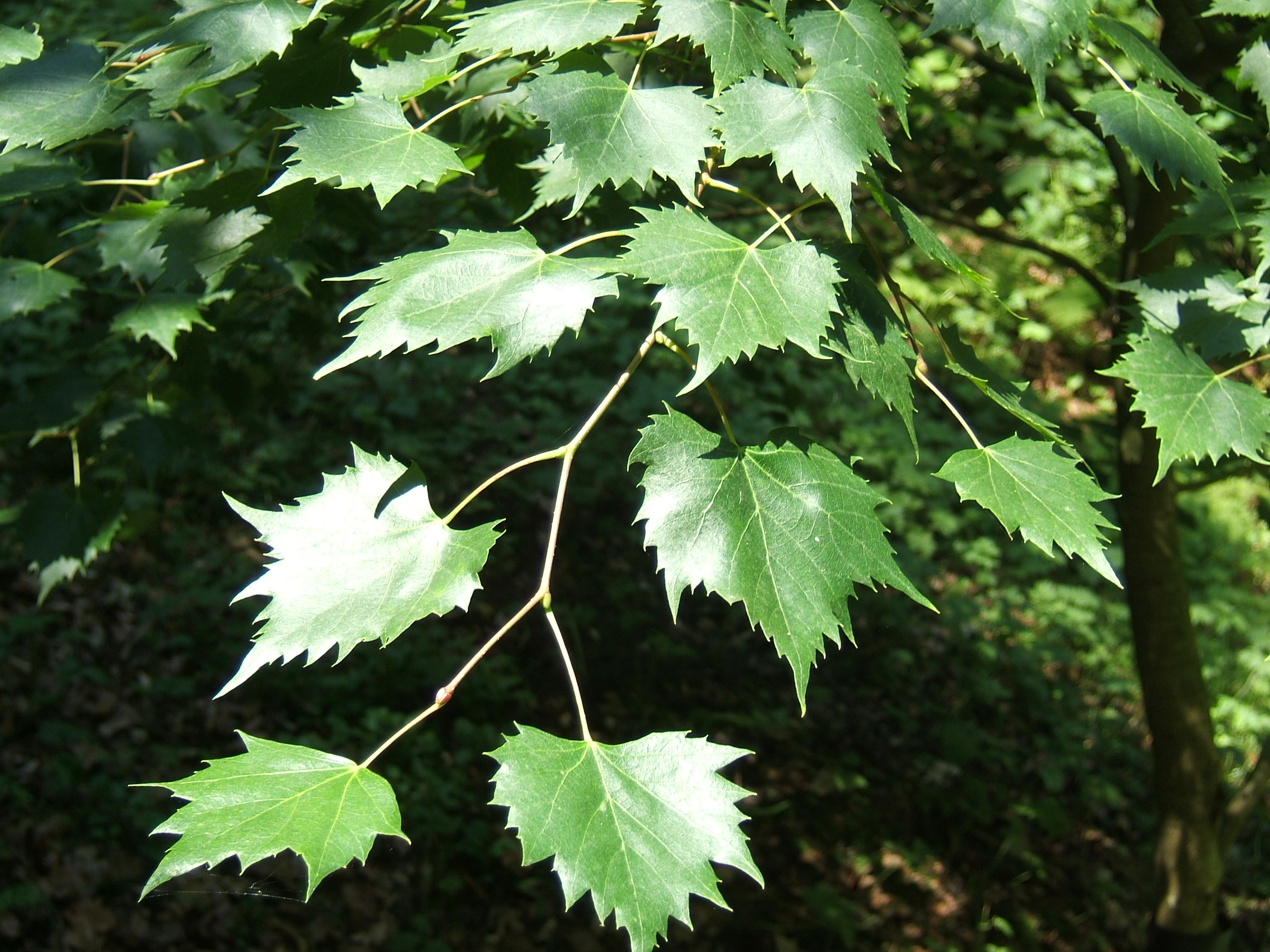
Neobvyklé listy lípy mongolské (Tilia mongolica)
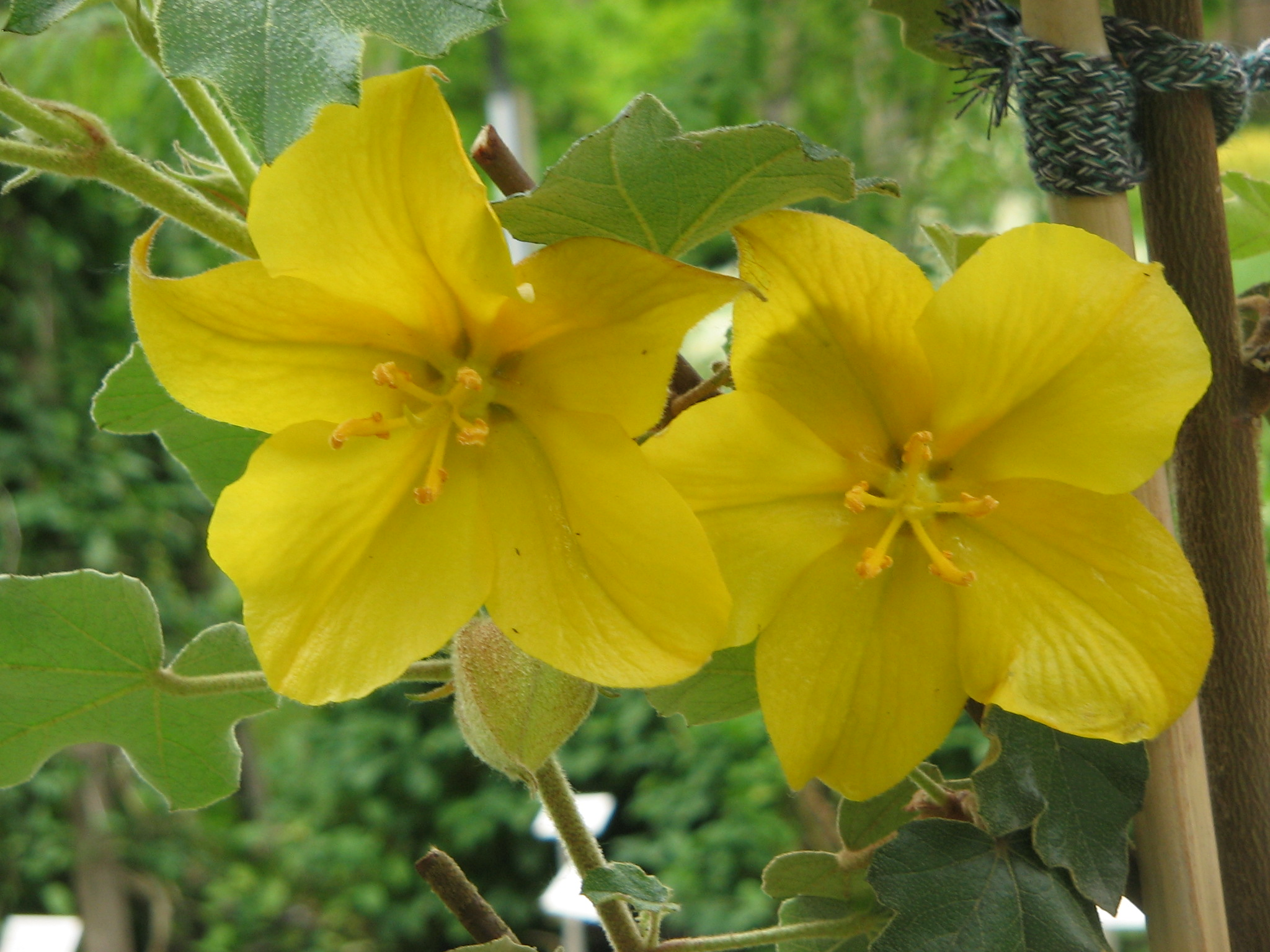
Květy flanelovníku Fremontodendron californicum
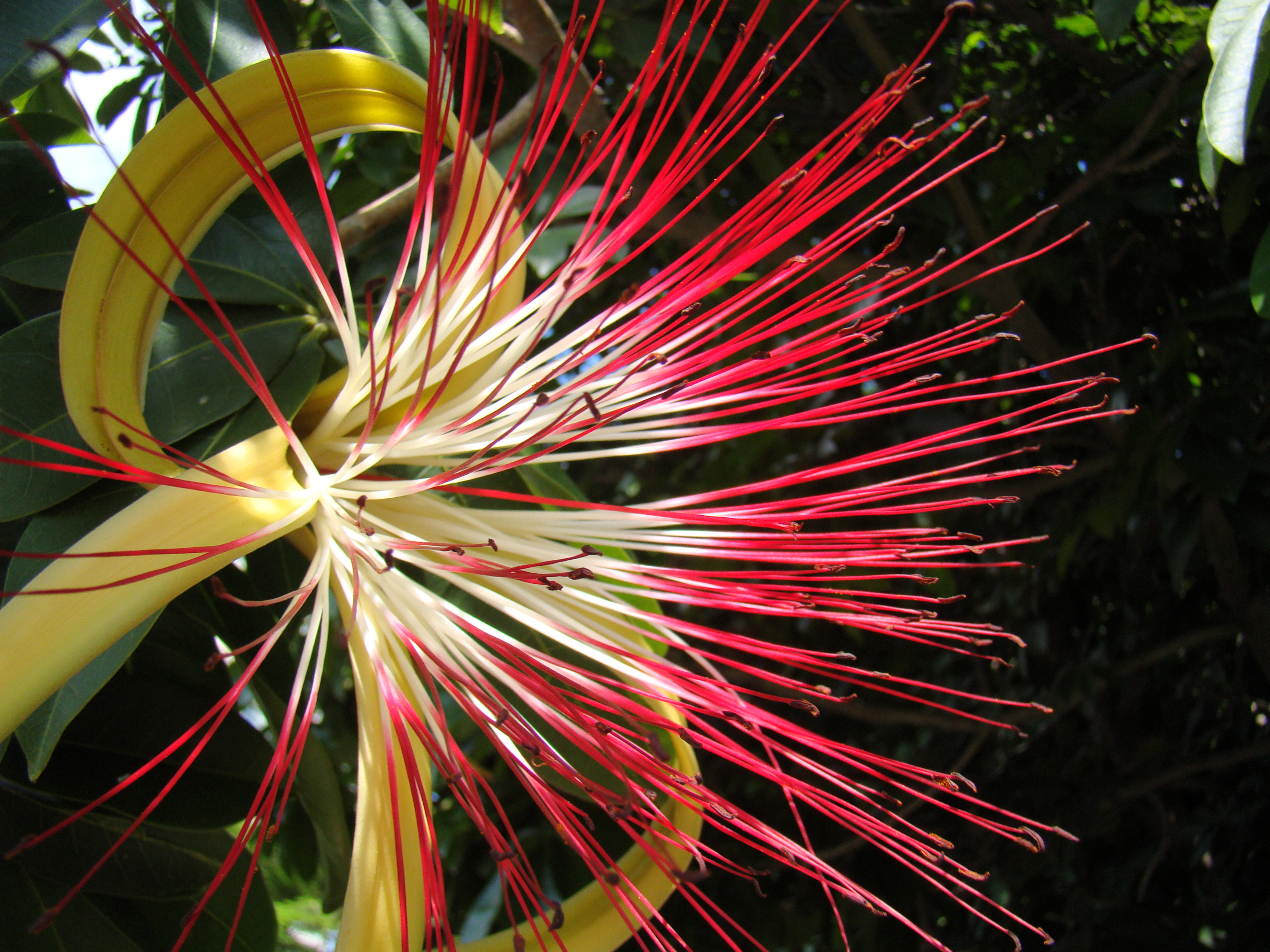
Květ Pachira aquatica
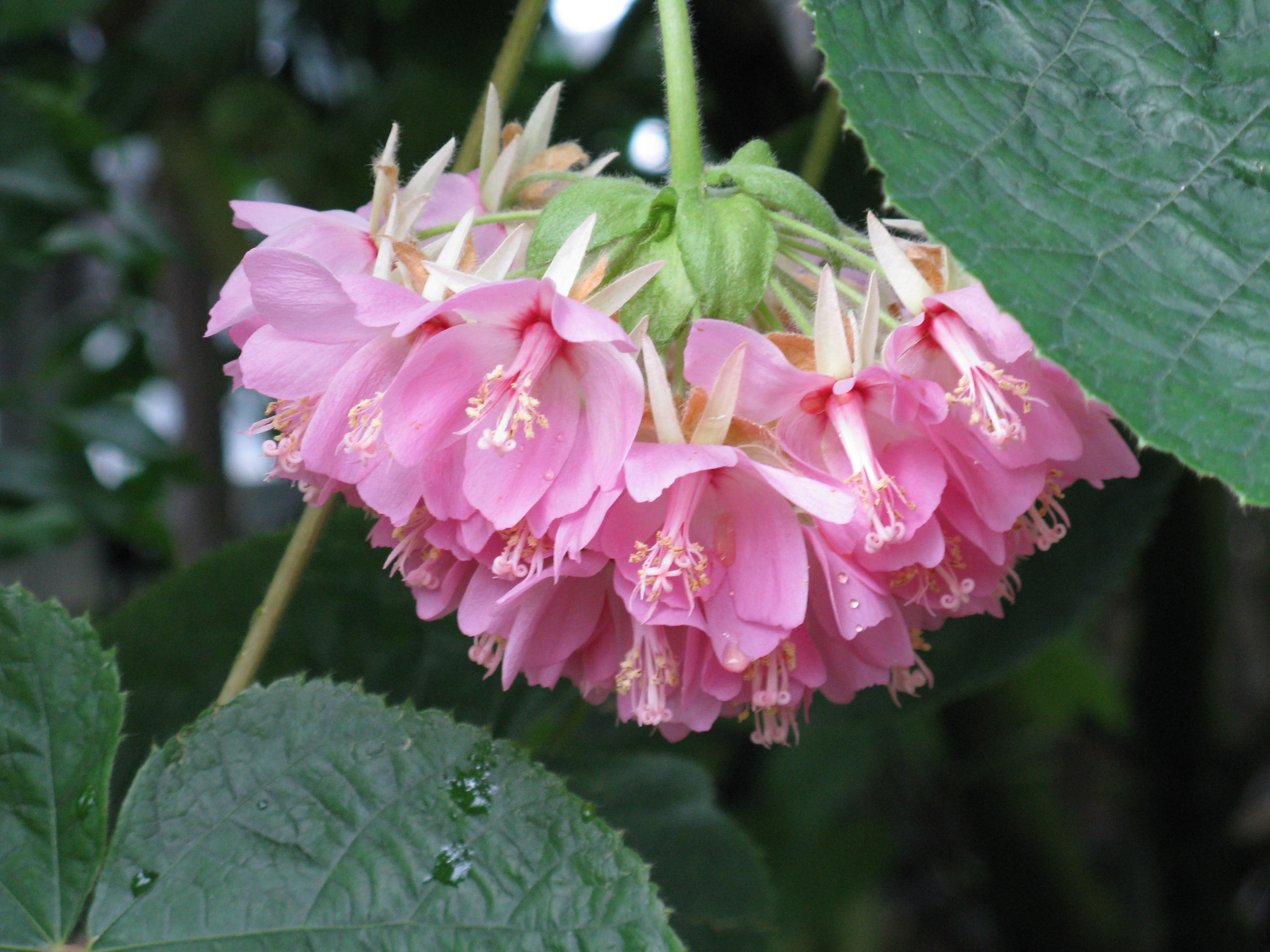
Květenství Dombeya wallichii
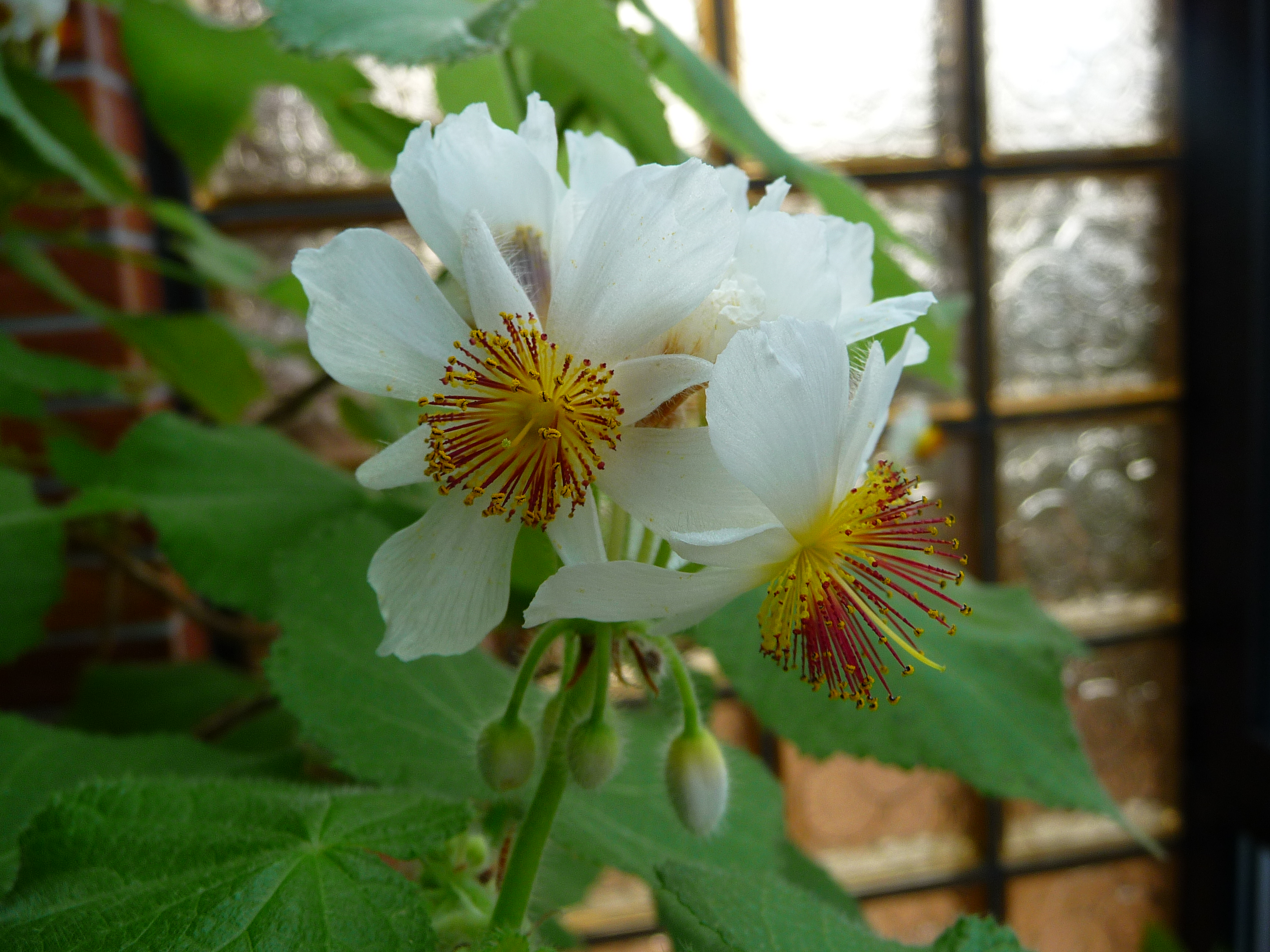
Kvetoucí lípěnka africká (Sparrmannia africana)
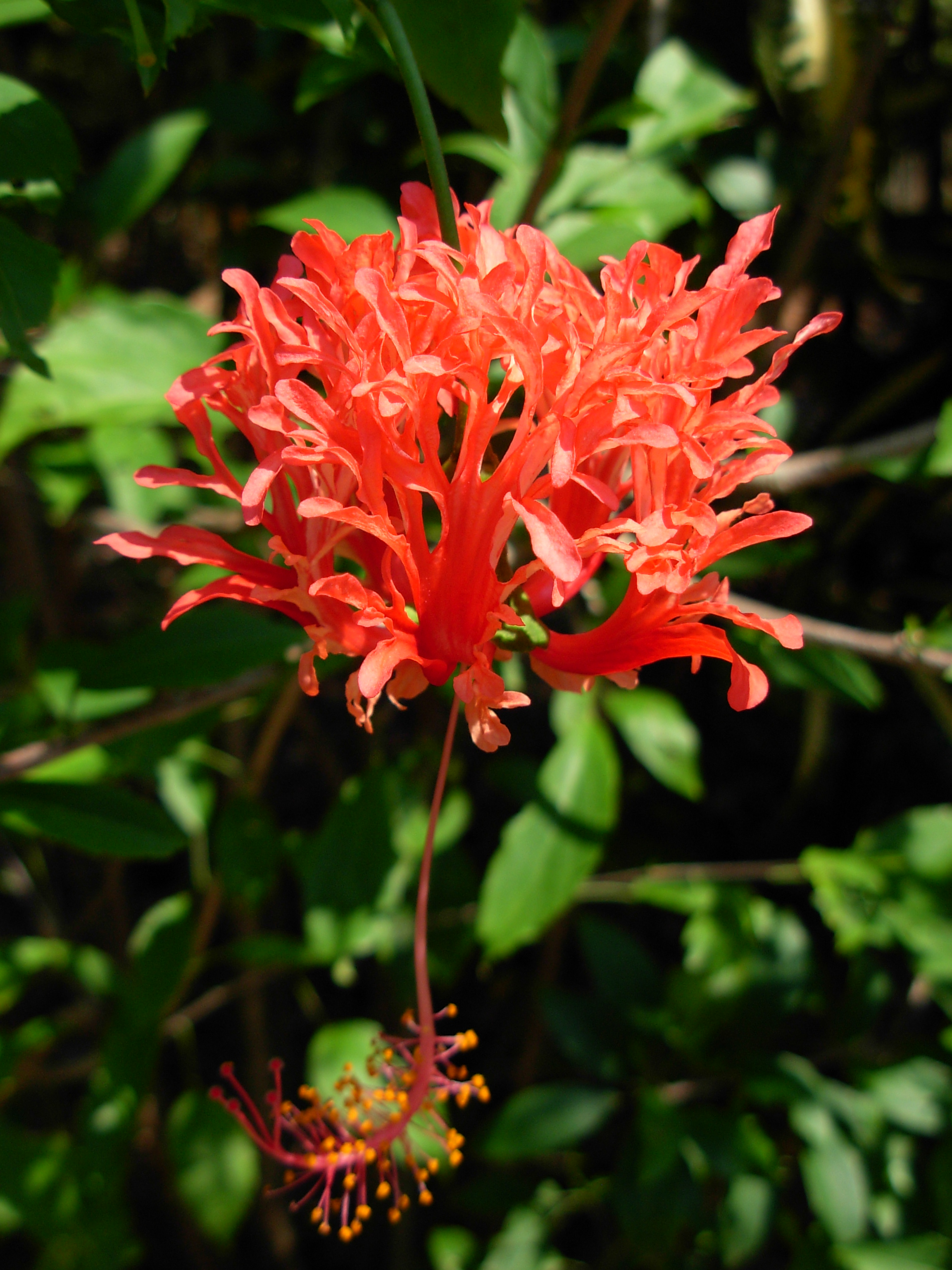
Květ ibišku dřípeného (Hibiscus schizopetalus)

## Přehled rodů
Abelmoschus,
Abroma,
Abutilon,
Acaulimalva,
Acropogon,
Adansonia,
Aguiaria,
Akrosida,
Alcea,
Allosidastrum,
Allowissadula,
Althaea,
Ancistrocarpus,
Andeimalva,
Andringitra,
Androcalva,
Anisodontea,
Anoda,
Anotea,
Apeiba,
Asterotrichion,
Astiria,
Ayenia,
Bakeridesia,
Bastardiastrum,
Bastardiopsis,
Batesimalva,
Bernoullia,
Berrya,
Billieturnera,
Bombax,
Bordasia,
Boschia,
Brachychiton,
Briquetia,
Brownlowia,
Burretiodendron,
Byttneria,
Callianthe,
Callirhoe,
Calyculogygas,
Calyptraemalva,
Camptostemon,
Catostemma,
Cavanillesia,
Ceiba,
Cenocentrum,
Cephalohibiscus,
Cheirolaena,
Chiranthodendron,
Chorisia,
Christiana,
Cienfuegosia,
Clappertonia,
Coelostegia,
Cola,
Colona,
Commersonia,
Corchoropsis,
Corchorus,
Corynabutilon,
Craigia,
Cristaria,
Cullenia,
Decaschistia,
Dendrosida,
Desplatsia,
Dicarpidium,
Dicellostyles,
Diplodiscus,
Dirhamphis,
Dombeya,
Duboscia,
Durio,
Eleutherostylis,
Entelea,
Eremalche,
Erinocarpus,
Eriolaena,
Eriotheca,
Firmiana,
Franciscodendron,
Fremontodendron,
Fryxellia,
Fuertesimalva,
Gaya,
Glossostemon,
Glyphaea,
Goethalsia,
Gossypioides,
Gossypium,
Grewia,
Guazuma,
Guichenotia,
Gynatrix,
Gyranthera,
Hampea,
Hannafordia,
Harmsia,
Helicteres,
Helicteropsis,
Heliocarpus,
Helmiopsiella,
Helmiopsis,
Herissantia,
Heritiera,
Hermannia,
Herrania,
Hibiscadelphus,
Hibiscus,
Hildegardia,
Hochreutinera,
Hoheria,
Horsfordia,
Howittia,
Huberodendron,
Humbertiella,
Hydrogaster,
Iliamna,
Indagator,
Jarandersonia,
Julostylis,
Jumelleanthus,
Kearnemalvastrum,
Keraudrenia,
Kitaibelia,
Kleinhovia,
Kokia,
Kosteletzkya,
Kostermansia,
Krapovickasia,
Kydia,
Lagunaria,
Lasiopetalum,
Lawrencia,
Lebronnecia,
Lecanophora,
Leptonychia,
Luehea,
Lueheopsis,
Lysiosepalum,
Macrostelia,
Malachra,
Malacothamnus,
Malope,
Malva (včetně Lavatera),
Malvalthea,
Malvastrum,
Malvaviscus,
Malvella,
Mansonia,
Matisia,
Maxwellia,
Megatritheca,
Megistostegium,
Melhania,
Melochia,
Meximalva,
Microcos,
Modiola,
Modiolastrum,
Mollia,
Monteiroa,
Mortoniodendron,
Napaea,
Nayariophyton,
Neesia,
Neobaclea,
Neobrittonia,
Neobuchia,
Neoregnellia,
Nesogordonia,
Nototriche,
Ochroma,
Octolobus,
Pachira (včetně Bombacopsis),
Palaua,
Papuodendron,
Paradombeya,
Paramelhania,
Patinoa,
Pavonia (včetně Goethea),
Peltaea,
Pentace,
Pentapetes,
Pentaplaris,
Periptera,
Perrierophytum,
Phragmocarpidium,
Phragmotheca,
Phymosia,
Physodium,
Pimia,
Pityranthe,
Plagianthus,
Pseudabutilon,
Pseudobombax,
Pseudocorchorus,
Pterocymbium,
Pterospermum,
Pterygota,
Quararibea,
Radyera,
Rayleya,
Reevesia,
Rhynchosida,
Robinsonella,
Roifia,
Rojasimalva,
Ruizia,
Rulingia,
Scaphium,
Scaphopetalum,
Schoutenia,
Scleronema,
Senra,
Septotheca,
Seringia,
Sida,
Sidalcea,
Sidasodes,
Sidastrum,
Sparrmannia,
Sphaeralcea,
Spirabutilon,
Spirotheca,
Sterculia,
Talipariti,
Tarasa,
Tetralix,
Tetrasida,
Theobroma,
Thepparatia,
Thespesia,
Thomasia,
Tilia,
Trichospermum,
Triplochiton,
Triumfetta,
Trochetia,
Trochetiopsis,
Uladendron,
Ungeria,
Urena,
Urocarpidium,
Vasivaea,
Veeresia,
Waltheria,
Wercklea,
Wissadula,
Woodianthus